# Instinct (album d'Anonymus)
Pour les articles homonymes, voir Instinct (homonymie).
Albums de Anonymus
Stress Daemonium
Instinct est le troisième album du groupe Anonymus.  Le groupe a fait appel à Colin Richardson pour "mixer" cet album, un "mixeur" britannique reconnu internationalement notamment pour avoir travaillé avec entre autres Machine Head, Fear Factory, Carcass, Napalm Death et Cannibal Corpse.  L'album a été enregistré à Montréal au "Studio Peter Pan" avec Jean-François Nolin en tant qu'ingénieur du son.  La majorité des textes de cet album est en anglais, ce qui le différencie des deux premiers albums du groupe et montre une volonté de la part d'Anonymus de s'implanter sur le marché américain.

## Liste des morceaux
| No  | Titre                   | Durée |
| --- | ----------------------- | ----- |
| 1.  | Virtually Insane        |       |
| 2.  | Out of Breath           |       |
| 3.  | Feed the Dragon         |       |
| 4.  | Impact is Imminent      |       |
| 5.  | Hi-Tech Resurrection    |       |
| 6.  | Garde-fou               |       |
| 7.  | Evil Blood              |       |
| 8.  | Stuck                   |       |
| 9.  | Goal                    |       |
| 10. | Tierra                  |       |
| 11. | Be the Other            |       |
| 12. | Que le diable m'emporte |       |